# Protocytheridae
Protocytheridae is een familie van kreeftachtigen uit de klasse van de Ostracoda (mosselkreeftjes).

## Taxonomie

### Onderfamilies
- Kirtonellinae Bate, 1963 †
- Pleurocytherinae Mandelstam, 1960 †
- Protocytherinae Ljubimova, 1955

### Geslacht
- Procytheridea Peterson, 1954 †